# Retrato de caballero anciano con guantes
El Retrato de caballero anciano con guantes es un óleo sobre lienzo de 90 x 75 cm de Lorenzo Lotto, de 1543 aproximadamente y conservado en la Pinacoteca de Brera de Milán. Está firmado "L. Loto".

## Historia
La obra entró en Brera de la colección del conde Castellane Harrach de Turín, con la intermediación del anticuario Giuseppe Baslini, en 1859.
La datación se basa sobre motivos estilísticos y coloca la obra a mediados de los años cuarenta, cercana a otros retratos de sobria compostura, como Retrato de Febo de Brescia, también en Brera, o el Retrato de un caballero de treinta y siete años, en la Galería Doria-Pamphili. 
Entre las propuestas de identificación la más acreditada la vincula a Liberal de Pinedel, cuyo retrato consta en el libro de cuentas del artista en 1543, inmediatamente después de la llegada a Treviso del pintor. El hombre sin embargo tenía entonces cuarenta y siete o cuarenta y ocho años, menos de los que aparenta el caballero de esta obra. Otros personajes retratados en este periodo fueron Marcello Framberti, de Mantua, y Ludovico Avolante, retratado en 1544.

## Descripción y estilo
El hombre aparece a media figura sobre fondo castaño liso, con vestimenta negra y gorra grande del mismo color. Como es típico de la moda de la época lleva una larga barba y bigote, en este caso rubios. La mano derecha estrecha un pañuelo blanco bordado con borlas en las esquinas y la izquierda toca el cinturón y sujeta los guantes. El atuendo es rico y a la moda, con una evidente cadena de oro que pende bajo el tabardo y un grueso anillo de oro.
La actitud es plácida y estática, según un esquema derivado del ejemplo de Tiziano. Pero en Lotto la introspección psicológica es mayor, aquí resaltada a gran nivel en los sutiles matices de la expresión del rostro, representados con una elevada calidad pictórica. 
Predominan los tonos oscuros, que dan protagonismo, por contraste, a los claros, como el rostro y las manos. El rostro es después de todo protagonista absoluto de la escena, sin las superposiciones simbólicas o alegóricas típicas de la producción anterior del artista.